# D'Coque
El D'Coque o el Centro nacional deportivo y cultural (en luxemburgués: Coque; en francés: Centre National Sportif et Culturel) es un pabellón deportivo en Kirchberg, una sector de la ciudad de Luxemburgo, en el sur del país europeo de Luxemburgo. 
El centro de deportes comenzó a ser construido como una adición a la Piscina Olímpica ya construida, al final de la década de 1990. 
D'Coque es el recinto deportivo más grande de Luxemburgo, siendo capaz de recibir a 8300 personas. Alberga exposiciones comerciales y eventos deportivos bajo techo, como baloncesto, balonmano, gimnasia y la lucha libre.
Durante los Juegos de los Pequeños Estados de Europa de 2013  (EASG) en Luxemburgo, deportes como el Baloncesto, Voleibol, Tenis de mesa, y Natación fueron disputados en las diferentes instalaciones deportivas en d'Coque.